# 2,3-dimetil-2-penteno
El 2,3-dimetil-2-penteno es un alqueno de cadena ramificada con fórmula molecular C7H15.